# Uropeltis ellioti
Uropeltis ellioti är en ormart som beskrevs av Gray 1858. Uropeltis ellioti ingår i släktet Uropeltis och familjen sköldsvansormar. Inga underarter finns listade i Catalogue of Life.
Arten förekommer med flera från varandra skilda populationer i kulliga områden och bergstrakter i Indien. Den vistas i regioner som ligger 100 till 1400 meter över havet. Habitatet utgörs av städsegröna och lövfällande skogar som ofta är fuktiga.
Individer hittas ofta på skogsgläntor eller när de korsar en väg. Uropeltis ellioti gräver i lövskiktet och i det översta jordlagret och äter daggmaskar samt andra maskar. Honor lägger inga ägg utan föder levande ungar.
Antagligen finns inga hot mot beståndet. IUCN listar arten som livskraftig (LC).

## Bildgalleri

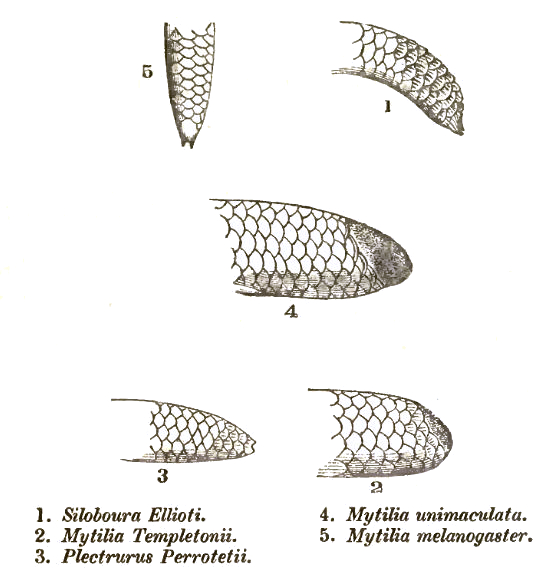